# ウォルター・ハドソン
ウォルター・ハドソン（Walter Hudson、1945年6月5日 - 1991年12月24日）は「最大のウエスト」のギネス世界記録保持者。
1987年、ピーク時の体重543kgのときのウエストは302cmだった。
ハドソンはプラスサイズの雑誌を発行していた。

## 生い立ち
ハドソンは1945年、ニューヨークのブルックリン生まれ。
幼少期、彼は強迫的な食生活を送っていた。赤ん坊の頃に父親が家を出た。6歳の頃には体重が125ポンド（57キロ）になった。
食べるために学校から早く家を出て、夜遅くまで食べていた。その後、足の骨を折って7年生で中退し、家庭教師を通じて高校卒業資格を得た。25歳の時、家族とともにニューヨークのヘンプステッドに引っ越した。

## 毎日の食事
ハドソンの1日の平均的な食事は、朝食にソーセージ2箱、ベーコン450g、卵12個、パン1斤、昼食にハンバーガー4個、ダブルチーズバーガー4個、ポテトフライ大盛り5個、夕食に大きなハムステーキ3枚、または鶏2羽、ベイクドポテト4個、サツマイモ4個、ブロッコリー4個、大きなケーキのほとんど、と説明している。
さらにスナック菓子も食べ、毎日平均7リットルの炭酸飲料を飲んでいた。

## 死去
ウォルター・ハドソンは1991年12月24日、心臓発作のため自宅で亡くなった。享年46歳。死亡時の体重は465kgだった。
ヘンプステッド消防署の緊急救助隊が、寝室の壁に1.2×1.8メートルの穴を開け、彼の遺体を敷地内から運び出した。